# Болотник антарктический
Боло́тник антаркти́ческий (лат. Callitriche antarctica) — вид цветковых растений рода Болотник (лат. Callitriche) семейства Подорожниковые (лат. Plantaginaceae).

## Ботаническое описание
Многолетнее травянистое дернообразующее стелющееся растение с сильно ветвящимися стеблями, укореняющимися в узлах. По внешнему виду напоминает жеруху обыкновенную (Nasturtium officinale). Маленькие сочные лопатовидные листья обычно достигают 3—5 мм в длину и 1—2,5 мм в ширину. Цветение с сентября по март. Плоды от желтоватого до монотонно коричневого цвета, около 1 мм в диаметре.

## Ареал и местообитание
Встречается во влажных местах островов субантарктического пояса, что и отразилось в его названии. Найден на островах Кемпбэлл, Херд, Маккуори, Окленд, островах Антиподов, Кергелен, островах Принс-Эдуард, островах Крозе и Фолклендских островах, а также в Южной Георгии и на Огненной Земле. Может произрастать в болотистых местах, вокруг ручьёв и пресных прудов.